# La donna di platino
La donna di platino (Platinum Blonde) è un film del 1931 diretto da Frank Capra.

## Trama
Il reporter Steward "Stew" Smith si reca presso la ricca abitazione degli Schuyler per scrivere un articolo scandalistico sul figlio più giovane. Qui conosce Ann, l'affascinante figlia maggiore che lo convince a mettere a tacere gli affari del fratello. Tra i due inizia una frequentazione che culmina nel matrimonio. Stew però si accorge presto di aver commesso un errore: egli viene continuamente offeso dalla famiglia della moglie per le sue umili origini e la donna stessa inizia presto a stancarsi di lui. Dopo aver capito di amare Gallagher, unica sua collega donna al giornale che inizialmente vedeva solo come un'amica, chiede il divorzio.

## Produzione
La Columbia Pictures lo presentò come A Frank R. Capra Production.

## Distribuzione
Distribuito negli Stati Uniti dalla Columbia Pictures, il film uscì in sala il 31 ottobre 1931 dopo essere stato presentato - il 24 ottobre - a Birmingham, in Alabama. In Italia, uscito in sala nel novembre 1933 distribuito dalla Columbia, il film ottenne il visto di censura n° 27878 il 31 agosto 1933.